# Fred Kunde
Fred Kunde (* 14. April 1912 in Stettin; † 18. Januar 2001 in Bremen) war ein deutscher Beamter, Politiker (SPD) und Mitglied der Bremischen Bürgerschaft.

## Biografie

### Ausbildung und Beruf
Kunde erlernte einen kaufmännischen Beruf und war vor dem Zweiten Weltkrieg als Angestellter in Stettin tätig. Er diente im Krieg als Soldat und wurde 1946 aus amerikanischer Kriegsgefangenschaft nach Bremen entlassen. 1947 wurde er Angestellter in der bremischen Verwaltung. 1948 war er bei den Soforthilfe Ämtern in Bremen-Lesum und Vegesack tätig. Er absolvierte eine Verwaltungsausbildung zum Beamten im gehobenen Dienst und wurde Beamter.   
1954 übernahm er kommissarisch die Funktion eines Ortsamtsvorstehers vom Bremer Stadtteil Horn-Lehe und 1955 wurde ihm diese Dienststelle übertragen.  
Von 1959 bis 1975 war er Ortsamtsleiter vom Stadtteil Bremen - Blumenthal.

### Politik
Kunde wurde Mitglied der SPD und war in seinen Ortsvereinen aktiv.
Von 1963 bis 1967 war er Mitglied der Bremischen Bürgerschaft. Da er Ortsamtsleiter bleiben wollte, konnte er ab 1967 wegen der dann geltenden Regelung der Unvereinbarkeit von Amt und Bürgerschaftsmandat nicht wieder zum Mitglied der Bürgerschaft gewählt werden.

### Ehrungen
- Die Fred-Kunde-Straße in Bremen-Blumenthal wurde 2001 nach ihm benannt.